# Buthioninsulfoximin
Buthioninsulfoximin (BSO) ist eine synthetisch erzeugte chemische Verbindung, die zu den Aminosäuren und Sulfoximinen zählt. BSO wirkt als Inhibitor der Glutamatcysteinligase und führt daher zu einem Absinken des Glutathionspiegels. Die Verbindung wird in der Forschung zur Erzeugung von oxidativem Stress eingesetzt und kann auch als Radiosensitizer oder zur Unterstützung von Chemotherapie die Resistenz von Tumoren gegen die Behandlung senken.